# فریتس هارمان
فریتس هارمان (انگلیسی: Fritz Haarmann؛ ۲۵ اکتبر ۱۸۷۹ – ۱۵ آوریل ۱۹۲۵) یک قاتل سریالی اهل آلمان بود. وی در ۲۲ ژوئن ۱۹۲۴ به جرم قتل ۲۴-۲۷ نفر در هانوفر با گیوتین اعدام شد.